# 臭化水銀(II)
臭化水銀(II)（しゅうかすいぎん、Mercury(II) bromide）は、組成式が HgBr2 の臭素と水銀の化合物である。臭化第二水銀（しゅうかだいにすいぎん）とも表記される。塩化水銀(II)と同様に猛毒である。
結晶は白色、もしくは黄色を帯びた白色で、融点は 236 ℃。水に難溶 (0.55 g/100mL, 20 ℃)、熱エタノールに可溶。CAS登録番号は [7789-47-1]。水銀と臭素を混ぜると生成する。光に弱く、遮光下で保存される。

## 反応
炭水化物に結合して配糖体を形成するケーニッヒ・クノール反応の試薬として使われる。
また、ヒ素の検出にも使われ、薬局方によって推奨されている。サンプル中のヒ素は水素で処理することにより速やかに気体のアルシンに変換され、アルシンは臭化水銀(II)と反応する。
{\displaystyle {\ce {AsH3\ + 3HgBr2 -> As(HgBr)3\ + 3HBr}}}
もしヒ素がサンプル中に存在すると、白色の臭化水銀は黄色、茶色または黒色に変化する。
臭化水銀(II)は高温でインジウムと激しく反応し、カリウムと接触させると刺激に敏感な爆発性混合物を形成する。